# Elytrimitatrix chrysostigma
Elytrimitatrix chrysostigma es una especie de escarabajo longicornio del género Elytrimitatrix, familia Cerambycidae, orden Coleoptera. Fue descrita científicamente por Bates en 1872.

## Descripción
Mide 11,66 milímetros de longitud.

## Distribución
Se distribuye por Costa Rica y Nicaragua.